# 中島知子
中島 知子（なかじま ともこ、1971年（昭和46年）8月26日 - ）は、日本のお笑い芸人、タレント、女優、AV監督。埼玉県出身。現在は大分県を拠点に活動中。
松嶋尚美と共に漫才コンビ「オセロ」として2013年まで活動。2011年からはコンビ活動を休止状態であった（主にツッコミを担当）。
コンビ名は結成当時の中島と松嶋の肌の色がそれぞれ黒と白であったことからオセロゲームに見立てて命名されたものであり、中島はオセロの黒い方と呼ばれていた。1993年から2013年まで松竹芸能に所属。その後はフリーランスで活動。

## 略歴

### デビュー前
埼玉県で誕生。その後に京都府京都市東山区山科（現山科区）に移住。家族が詩吟教室を開いており、自身も幼い頃から詩吟を習い、特技としていた。6歳下の妹と弟がいる長女である。幼少期、天然痘ワクチンを接種した親族から仮性天然痘に罹患し、日本最後の天然痘患者となった。
京都市立音羽中学校、京都府立洛東高等学校卒業後、一浪を経て京都精華大学人文学部に入学し1995年卒業。大学ではパラグライダー部に入っていたが怖くて半年で辞めた。大学在学中に学園祭にてマドンナの物まねをして「ミス京都精華大学」に選ばれる。その際に松竹芸能のスタッフ・難波規精にスカウトされ授業料を無料にしてくれるとの理由でタレント養成所に入る。当初はお笑いではなくタレント志望だった。

### タレント・女優活動
タレント養成所で松嶋尚美と出会い、『オセロ』を1993年に結成。中島は、「養成所に来た順で組まされた」と語っている。
同期にますだおかだがいる。
コンビ活動を行う傍ら、1998年からフジテレビ系列で放送されたバラエティ番組『笑う犬の生活』でのMC力が認められ、各番組のMC等でも多数活躍し、2002年からは女優としても活動。2005年にはテレビドラマ『ルームシェアの女』（NHK）、映画『三年身籠る』で主演を務める。大河ドラマ『義経』にも出演。
2004年からは、TBSラジオ「オセロ中島の黒真珠夫人」などラジオパーソナリティも務めた。
2006年2月13日、2007年10月1日に発売された漫画雑誌『ビッグコミックスピリッツ』では、表紙と雑誌内のグラビアを担当した。
2008年3月7日発売のファッション雑誌『GLAMORUS』には、チャリティー企画の一環で、蜷川実花撮影のセミヌード写真が掲載、話題を呼んだ。

### 体調不良と無期限休養
2007年10月に相方の松嶋が個人事務所を設立し松竹芸能より独立。この件の半年後から中島と松嶋の不仲説が週刊誌で取り上げられるようになる。
2009年6月頃からは、中島の激太りがワイドショーや週刊誌で報道。中島は当時のブログで松嶋の独立や結婚、女性芸人の活躍等といった噂を否定し、激太りの理由を「ただの食べ過ぎ」と明かした。
2010年10月頃より、中島がオセロとしてのレギュラー番組中に共演者に激怒したり、自身がピンで出演していたレギュラー番組を降板するといった異変が週刊誌で取り上げられる。中島は後に、自身のブログで共演者に激怒したという報道を「虚偽の報道」と明かしている。
2011年4月2日に放送された、『知っとこ!』（毎日放送）の生放送を最後に、インフルエンザ感染のためレギュラー番組を欠席。事前撮影の番組には一部通常通り出演していたが、その後も体調が回復しないことから、4月25日に無期限休養することが所属事務所から発表された。

### 洗脳騒動

#### 女性占い師との同居
後の報道によると、2005年頃に女性占い師と知り合い、2009年4月から同居を開始。翌年5月に自宅マンション前に個人事務所として部屋を借りるが、有田芳生は事務所になったのは数年たってからで、実際は占い師の親族を住まわせるためだと指摘。実際、この事務所には占い師の母親と叔母とその長男が居住していたとされる。

#### 活動休止
2011年3月、所属事務所である松竹芸能と音信不通となり、4月に体調不良を名目に無期限の活動休止が発表される。中島の母親が都内の中島の様子を見に来たところ、反応がないため警察沙汰となる。この際、占い師との同居が判明。女性は同じマンションに居住する福山雅治の内縁の妻だと主張する。7月に週刊文春が初めて中島の洗脳騒動を報道する。

#### 家賃滞納騒動
2011年7月、両親が裁判所に人身保護請求を行い中島は入院。しかし退院後はすぐに占い師との同居に戻る。8月より個人事務所と自宅マンションの家賃を滞納し、その総額は660万円にのぼった。個人事務所の方は、12月に三菱地所関連企業からの滞納家賃約270万円の支払いと立ち退きを求める訴訟に発展し、中島が裁判に出廷しなかったため翌2012年2月28日に中島側が全面敗訴。同日、中島の父親・弁護士・所属事務所関係者らにより、自宅マンションから連れ出され保護される。また自宅マンションの家賃滞納についても、オーナーである本木雅弘・内田也哉子夫妻により2月10日に提訴されるが、3月23日に提訴を取り下げられた。騒動の渦中、両者に代わって内田の実母である樹木希林がメディアに対応したことが話題となる。同月、個人事務所に居住していた占い師の親族は「中島さんからお願いされて一緒に住むようになった」としてそのまま行方をくらませた。

#### 専属契約解除およびオセロ解散
その後は都内のホテルで静養していたが、秋ごろから睡眠薬を多量に服用するようになったために京都の実家に移転。翌2013年1月30日に実家から脱走し、兵庫県内の山陽自動車道三木サービスエリアの駐車場を気温4℃の中、軽装で靴をはかずにうろついているところを警察に保護される。その後家族や事務所の判断により、都内の精神病院に入院。後に本人が語ったところによると、終日拘束具をつけられていたという。同年3月26日のスポーツ報知において事務所が「復帰は全く決まっておりません」とコメントする。退院後の同年3月28日、中島は所属事務所に契約解除を申し出るが継続的なサポートが必要であると判断した事務所側は中島に再考を促した。同年3月29日放送の『ワイド!スクランブル』（テレビ朝日・朝日放送テレビ）において2年ぶりとなるテレビ出演を果たし、洗脳騒動の真相や同番組出演時点での心境を明かす。芸能活動を休止したことについては「会社とこれからについて話をしたが、ちょっと話が合わなかった」ことと、相方の松嶋が「何年か前に独立した。コンビなのに独立したっていうこともそうなんですけど、独立したってことに自分も考えることがあって。それで悩んでいたこともあって、急に意を決してやってしまった」とし、原因は事務所と松嶋にあるとした。この時中島はほぼ標準語で話していた。ちなみにこの出演は事務所を通さない無断出演であったことが明らかとなり、この出来事で事務所に無断でテレビ出演したこと、事実とは異なる発言を行ったことなどを遺憾とした所属事務所は中島に対して契約解除の通告をし、同年4月6日付で正式にマネジメント契約を解除したことを発表した。
同年4月11日、松嶋尚美は自身の公式ブログにて、中島と話し合いをもったことを明かしたうえ2人で出した結論として、オセロのコンビ解散を発表した。同年4月17日、次の所属事務所が決定されるまでの間、洗脳騒動以来中島のメンタル面でのコーチングを担当していた苫米地英人が連絡窓口となることが公表された。2013年6月4日付けの公式ブログで、マネージメント業務は、元リポーターの三井三太郎が担当していることを公表する。
解散後岡村隆史（ナインティナイン）は、中島から「すごい当たるんで、1回みてもらった方がいいですよ」と勧められ、女性占い師にみてもらったという。

#### 退所後
2013年4月30日に、前述のコーチングを担当していた苫米地英人がレギュラー出演する『ニッポン・ダンディ』（TOKYO MX）で、騒動後初めてテレビ番組に生出演した。のちにいくつかのゲスト出演などを経て、2013年10月より『ニッポン・ダンディ』のレギュラーとして出演する（2016年まで出演）。
2013年8月、女性向けアダルト動画サイト『GIRL'S CH』内の配信作品で、AV監督デビューを果たした。
2015年10月9日放送の『ダウンタウンなうSP』（フジテレビ）において、久しぶりに地上波全国ネットに出演、洗脳などの騒動を否定した。それによると、騒動は身内への毎月の送金を停止したとたんに始まったという。自宅に閉じこもった経緯は、「会社と経営方針が合わなくてもめたんですよ。契約書がないから、どうやって辞めたらいいか分からなくて」と事務所を辞めるために仕事をボイコットしたためと明かした。占い師とされた女性は、元占い師の友人であり、同居もしていなかったと主張した。
しかし、事態は好転せず芸能活動は停滞。2018年に写真集やテレビ番組のロケで気に入ったとして元占い師の地元である大分県別府市に移住した。笑福亭鶴瓶によると、2020年3月の時点で元占い師の友人と大分でスナックを経営しているとのことである。
2021年より、テレビ大分で冠番組である『中島知子のおうちで作れる!本格中華のススメ』を開始した。

#### 芸能界復帰
2021年12月30日放送の『ぐるぐるナインティナイン』（日本テレビ）特番におよそ16年ぶりに出演し出演者を驚かせる。羽鳥慎一が「（こちらが）いろいろ聞きたい感じですね」と語りかけると、中島は「バリバリ元気ですよ。誰かから連絡ないかなと思ってたんですけど」と語った。
これをきっかけに、2022年よりキー局への出演が増え全国区の復帰を果たす。
- 2022年4月4日放送、「有吉ゼミSP」（日本テレビ）
- 2022年4月23日放送、「土曜プレミアム・爆笑そっくりものまね紅白歌合戦スペシャル」（フジテレビ）
- 2022年8月7日放送、「THEカラオケ★バトル」（テレビ東京）
- 2022年8月19日放送、「中居正広の金曜日のスマイルたちへ」（TBSテレビ）
- 2022年11月11日放送、「人志松本の酒のツマミになる話」（フジテレビ）

また、地元において大分で4本のテレビのレギュラー番組を持つほか、福岡でもラジオのレギュラー番組を持つ。

## 主張
復帰前後よりメディアを通じて一連の騒動について積極的に発言しており、「金曜日のスマイル」においてテレビでも同様の主張が放送された。
これらの発言によると中島は、元々はピンで俳優業、タレント活動を行いたかったこと、松嶋とはお試しでコンビを組まされただけで、1週間後に中島が解散を申し出た所、松嶋が泣きついたこと、松嶋との足並みが揃わなかったために事務所に解散を相談したところ、中島の独立は反対、話がこじれ、その最中に事前の相談もなく松嶋が先に独立したこと、ブレイク後に母親や妹から金を無心され続け、それを拒否したところ洗脳騒動をでっち上げられたなどとの事である。
また、騒動後に弘中惇一郎に依頼して複数のメディアを提訴し、勝訴および勝訴的和解を得たと主張している。
一連の主張に対し週刊文春が取材したところ、スポーツ紙3社を提訴しすべて和解しているが、最初に騒動を報じた文春ほか出版社や放送局に対しては最初から一切提訴していないこと。また中島の母親は取材に対し一時期仕送りを受けていたのは事実だが、その金は中島が滞納した家賃に充てたといった発言などを報じた。
一方で、松嶋は自身のブログにおいて、独立の際に中島にも相談したものの、事務所に残ると言われたとして、報道には誤解があるとしている。
また、元占い師とされる女性については中島が自身のブログにおいてデビュー後から世話になっている構成作家とした上で「筆名は阿久真子、本名は岩崎」と公表している。現在は中島と共に個人事務所を運営しているとのことである。
オセロの再結成について中島は、2013年のインタビューで「最後に解散するって言ったときも笑顔で会えましたし、これからはそれぞれに別の道で頑張って行けたらなって思います」「うーん。ホントに笑って円満に別れたので…。そういう気持ちはないです」と語り、2022年のテレビ出演時は「円満にコンビ別れましたからね。だから向こうもその話に対してなんで泣いてるのかも、ちょっとわからないんですけど。なんていうんだろう……そうなると悪口みたいに聞こえるようになるから、そういうことじゃないんですよ」、「ないです」と完全に否定しており、今後はピンでの活動を行っていくとのこと。

## 出演

### テレビバラエティ

#### 2013年以降のレギュラー番組
- ニッポン・ダンディ（TOKYO MX、2013年10月 - 2014年3月） - 水曜レギュラーコメンテーター
- バラいろダンディ（TOKYO MX、2014年4月 - 2016年3月） - 火曜レギュラーコメンテーター
- 中島知子のおうちで作れる！本格中華のススメ（テレビ大分、2021年1月7日 - 2021年12月23日 ） - MC
- 金曜ビッグバン!（RKB毎日放送、2022年4月1日 - 2024年3月） - MC
- 中島知子のおんせんさんぽ（2022年4月9日 - 、テレビ大分） - MC
- れじゃぐる（大分朝日放送、2023年4月8日 - ） - レギュラー
- 中島知子のテレブログ（大分朝日放送）毎月第一・第三土曜日、夕方5時55分　※YouTubeでも配信
- 歌魂（テレビ大分）毎週水曜10時20分　- MC

#### それ以前に出演していた番組

##### レギュラー番組
- ぐるぐるナインティナイン（日本テレビ）
2002年2月8日の放送回より番組内のコーナー「グルメチキンレース・ゴチになります!」に出演。 2005年12月23日をもってクビとなった[59]。
その後、コーナーの過去映像で映ることもあり[60]、2021年、2022年にはコーナーに久々の出演となり話題となった。
2022年10月27日には同番組内でのコーナー「勇気を出して…はじめての金髪ショー」に出演。
- マスクマン!（日本テレビ）
- サバコン（日本テレビ）
- 笑う犬の生活（フジテレビ）
- 笑う犬の冒険（フジテレビ）
- とくダネ!発 GO-ガイ!（フジテレビ）
- 世界痛快伝説!!運命のダダダダーン!（朝日放送テレビ）
- 世界痛快伝説!!運命のダダダダーン!Z（朝日放送テレビ）
- プライスの謎（NHK総合）
- (株)城島産業（2000年10月2日 - 2001年3月26日、TBSテレビ）
- 所萬遊記（TBSテレビ）
- YOUたち!（日本テレビ）
- クチコミ（TBSテレビ）
- ひみつの嵐ちゃん (TBSテレビ)
2008年4月の初回放送より松嶋とともにレギュラー出演。基本的にMCを担当していた。番組が大規模リニューアルを行った2011年4月14日の回で事前収録として出演したのを最後に、2011年4月21日の回よりはインフルエンザで欠席。その後は体調不良のため無期限休養となり、代役が入るなどの処置が取られた。2012年2月上旬に降板となった[61]。
- 週刊!特ダ〜ネ家族!!（日本テレビ）
- 地球は女で回ってる?（日本テレビ）
- スゴ腕!バウト （フジテレビ）
- 恋するハニカミ!（TBSテレビ）
2003年10月の初回放送よりMCとしてレギュラー出演。初回放送の10月3日には、中島が高橋克典と共にデートを行った。2007年2月以降は基本的に、同じくレギュラーでMCの久本雅美と共にゲストを招き、ロケを行った。
- 全員正解あたりまえ!クイズ（TBSテレビ）
- くだまき八兵衛（テレビ東京）
番組の企画考案者であった。2010年11月11日放送回で急遽共演者より降板が発表されたが、後継番組の『じっくり聞いタロウ〜スター近況（秘）報告〜』の2017年9月20日放送回に、7年ぶりに急遽出演した[62]。
- 中井正広のブラックバラエティ（日本テレビ）
2005年8月発売の雑誌『ザテレビジョン』の表紙を、『中井正広のブラックバラエティ』（日本テレビ）として飾るに当たり、タキシードセーラーといわれるコスプレの衣装（ハイレグレオタードとセーラー服をコラボレーションしたもの）で登場したが、実際に本人は着ておらず、そっくりさん（本人よりスタイルが良いモデルの人）が着用していた。他にもハイレグさん（「今までハイレグなんて履いたことがない」と言っていたが過去にハイレグの水着を着用していた）や、メイクが長いなどの点でよくいじられ、中島がそれに対してツッコむのがお約束になっている。番組内では「知ちゃん」の愛称で呼ばれている。また、番組内ロケVTRにてタキシードセーラーで登場する「知ちゃん」はミラクルひかるが演じている。収録済みだった2011年5月1日の放送を最後に休養に入り、2012年2月上旬に番組降板となった[63]。
- 世界の果てまでイッテQ!（日本テレビ）
2007年2月の番組開始からのレギュラーを務めていた。後半では基本的にロケには参加せず、司会進行を担当することが多かったが、2011年3月6日の出演を最後に、2011年4月10日の放送回よりインフルエンザのため欠席、復帰することなく2012年2月上旬に降板となった[63]。

### テレビドラマ
- 金曜エンタテイメント『京都祇園入り婿刑事事件簿2』（フジテレビ、1997年） - ホステス役
- 天国のKiss（テレビ朝日、1999年）- 羽衣織絵役
- アルジャーノンに花束を（関西テレビ、2002年）- 桜井恭子役
- 恋愛偏差値 第一章「燃えつきるまで」（フジテレビ、2002年）- 田代恭子役
- ムコ殿2003（2003年、フジテレビ）第5回ゲスト
- アットホーム・ダッド（関西テレビ、2004年）- 杉尾笙子役
- 文芸社ドラマスペシャル『長男の結婚』（テレビ朝日、2008年2月3日）-大山芳子役
- ラーメン発見伝（日本テレビ、2004年10月12日）- 仲野すみれ役
- ルームシェアの女（NHK総合、2005年）- 宇佐美うさ子役（主演）
- おとなの夏休み（日本テレビ、2005年）- 榎壽美子役
- 義経（NHK総合、2005年）- 千鳥役
- マチベン（NHK総合、2006年） - 浦島たまを役
- DRAMA COMPLEX『59番目のプロポーズ』（日本テレビ、2006年）- 立花江利子役
- ユキポンのお仕事（テレビ東京、2007年）- セイ太ママ役
- なごや寿ロックンロール〜「グッモーエビアン!」より〜（東海テレビ、2007年）- 主演・広瀬亜希役
- 女帝（ABC・テレビ朝日、2007年）- 藤本美奈役
- 王様の心臓〜リア王より〜（日本テレビ、2007年）- 刈谷あやめ役
- 相棒 Season 6（テレビ朝日、2008年2月27日）- 白鳥寿々美役
- 7人の女弁護士（テレビ朝日、2008年）- 吉沢加奈子役
- ロト6で3億2千万円当てた男（朝日放送テレビ・テレビ朝日、2008年）- 吉村美佳 役

### アニメ
- サイバーシックス（キッズステーション、2000年10月16日 - 2001年1月8日） - サイバーシックス/エイドリアン・シーデルマン役[64]

### ラジオ
- 木曜Junk オセロ中島の黒真珠夫人（TBSラジオ、2004年4月1日 - 2005年3月31日）
- J-WAVE CHRISTMAS DRAMA SPECIAL DoCoMo presents よしもとばなな「ハゴロモ」（J-WAVE、2006年12月25日）
- 中島知子と鈴木おさむ エンタな日曜日（ニッポン放送、2007年4月1日 - 2008年12月28日)
- 中島知子の黄昏歌謡曲（RKBラジオ、2022年10月 - 2024年3月）
- Nesta presents 中島知子のおでかけラジオ（FM大分、2025年4月-）

### 映画
- まだまだあぶない刑事（2005年10月22日公開、東映）映画初出演 - ウェイター 役
- 三年身籠る（2006年1月28日公開、ゼアリズエンタープライズ、唯野未歩子監督）映画初主演 - 末田冬子 役
- ピーナッツ（2006年1月28日公開、コムストック、内村光良監督）- ミキ 役
- 青空のルーレット（2007年11月3日公開、パンドラ、西谷真一監督） - シルビア 役
- 魁!!男塾（2008年1月26日公開、ゼアリズエンタープライズ、坂口拓監督） - 秀麻呂の母 しのぶ 役
- 引き出しの中のラブレター（2009年10月10日、松竹、三城真一監督） - 松田由梨 役
- ハダカの美奈子（2013年11月9日公開、チャンス・イン、森岡利行監督） - 林田美奈子 役（主演）
- 東京〜ここは、硝子の街〜（2014年11月8日公開、ムービーマジック、寺西一浩監督）  - 赤木春子 役（第38回モントリオール世界映画祭 正式招待作品）
- 新宿ミッドナイトベイビー（2016年1月9日、アルファヴィル、寺西一浩監督） - 真知子 役
- 18歳のおとなたち（2024年春公開予定、レイワジャパン、佐藤周監督）

### CM
- 資生堂『化粧惑星』（2001年）
- ダスキン（2003年 - 2004年）
- ツムラ『きき湯』（2003年 - 2004年）
- 本田技研工業 『ホンダ・ゼスト』（2006年 - ）木梨憲武（とんねるず）、小清水一揮らと共演。
  - 「東京タワー篇」（2006年2月24日 - ）
  - 「シマウマ篇」（2006年3月 - ）
  - 「ゾウ篇」（2006年12月 - ）
  - 「カルガモ家族篇」（2007年6月 - ）
- 花王『パイプハイター』（2009年）
- サントリーフーズ『C.C.レモン』（2009年）※石井正則（元アリtoキリギリス）他と共演
- TKエナジー（2021年）[65]
- 高橋板金（2022年）[65]

### 音楽活動
- 『逆境ファイター』（2005年）- 所ジョージが提供した、格闘家・所英男の入場テーマ曲で、コーラスとして参加している。

### 舞台
- 郵便配達夫の恋（2007年） - 主演
原作：真柴あずき / 原案・脚本：砂本量 / 演出：吉川徹 / 共演：西川浩幸、辰巳琢郎、逆木圭一郎
- レイジーミッドナイト （2014年11月15日 - 12月5日）全国4カ所24公演 - 綾美冴子 役
脚本・演出 : 水木英昭[66]

### 写真集
- 幕間 MAKUAI（2013年9月19日、講談社、撮影：西田幸樹）ISBN 978-4-06-352841-1 [67]
- 黒扉 KOKUHI（2016年6月23日、講談社、撮影：西田幸樹）ISBN 978-4-06-352851-0 [68]
- 煙夏 enka（2017年7月27日、講談社、撮影：西田幸樹）ISBN 978-4-06-352863-3 [69]

## 監督作品

### アダルトビデオ
女性向けアダルト動画サイト「GIRL'S CH」で配信。
- 八月の青[70]（2013年9月2日 配信開始）
- BLACK COFFEE[71]（2014年4月11日 配信開始）
- RED SHOES[72]（2014年10月3日 配信開始）
- white nights[73]（2014年12月22日 配信開始）
- 秘密[74]（2016年5月27日 配信開始）（DVD：2016年8月18日発売）